# Gonbad-e Qabus
Gonbad-e Qabus (Perzisch: گنبد قابوس) is na de hoofdstad Gorgan de grootste stad in de Iraanse provincie Golestān. De stad ligt zo'n 500 km ten noordoosten van Teheran. De bevolking bedraagt zo'n 145.000 mensen (census 2011) en bestaat voornamelijk uit Iraanse Turkmenen.

## De toren van Gonbad-e Qabus
De stad is bekend omwille van de gelijknamige toren en mausoleum die in het centrum van de stad is gelegen. De stad heeft zich rondom deze toren ontwikkeld. De Gonbad-e Qabus is een 70 m hoge bakstenen toren die werd gebouwd in 1006/1007 in opdracht van de Ziyaridische emir Chams al-Ma`âlî Qâbûs ben Wuchmagîr, die ook in de toren is begraven.
In 2012 werd de toren door UNESCO toegevoegd aan de werelderfgoedlijst.

## Geboren
- Bahman Salemi (1989), beachvolleyballer
- Sardar Azmoun (1995), voetballer

## Galerij

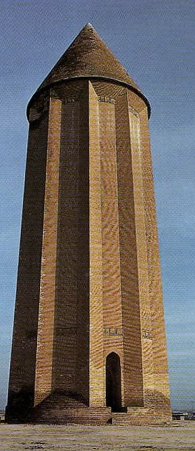
De Gonbad-e Qabus toren